# Berwang
Berwang är en ort och kommun i distriktet Reutte i förbundslandet Tyrolen i Österrike. Orten ligger på ett bergspass 1 342 meter över havet. Den har en kyrka, ett hotell med bassäng och en linbana till angränsande bergstoppar. En busslinje går till Bichlbach.
Kommunen består av åtta orter (Ortschaften) (inom parentes invånarantal 1 januari 2024):

- Berwang (403)
- Bichlbächle (5)
- Brand (48)
- Gröben (36)
- Kleinstockach (8)
- Mitteregg (20)
- Rinnen (100)
- Tal (2)